# Anke Eggers
Anke Eggers (* 27. August 1946) ist eine deutsche Opernsängerin (Mezzosopran/Alt) und Gesangspädagogin.

## Leben
Eggers erhielt als Kind Gesangsunterricht bei Wilma Pleiss. Sie sang in Kirchenkonzerten und anderen Veranstaltungen in Schleswig-Holstein und Hamburg, zunächst als Sopran. Erste Rundfunkaufnahmen bei Radio Bremen mit Volksliedern folgten.
Eggers studierte in Hamburg Schulmusik sowie Gesang bei Maya Stein. Weiteren Unterricht erhielt sie von Brigitte Fassbaender und Bernd Weikl. Ihre Stimme entwickelte sich zum Mezzosopran/Alt. Sie war Stipendiatin der Oscar und Vera Ritter Stiftung sowie der Alfred Toepfer Stiftung F. V. S.
1970 wurde Eggers als erster Alt in den Chor des Norddeutschen Rundfunks engagiert. Von dort wechselte sie als Solistin an das Gelsenkirchener Musiktheater im Revier, dann an das Theater Lübeck, wo sie Partien wie Carmen und Fricka in Die Walküre, Hänsel und Mutter in Hänsel und Gretel, die Gräfin in Der Wildschütz und den Orlando sang. Als Gast sang sie u. a. Octavian im Rosenkavalier und die Partie des Komponisten aus Ariadne auf Naxos in Buenos Aires, in Stuttgart und Rouen Waltraute (Die Walküre), in Köln 2. und 3. Dame (Zauberflöte) sowie Lady Billows in Albert Herring von Benjamin Britten in Bordeaux.
Konzertreisen und Tourneen führten sie nach Indien, Japan und Indonesien, wo sie in der Rolle des Orpheus in der gleichnamigen Oper von Christoph Willibald Gluck auftrat. Mit einem Hamburger Männerchor reiste sie nach Südafrika und sang dort Werke von Franz Schubert und Johannes Brahms. Sie trat in Peking und Shanghai auf und sang in Hongkong in Beethovens 9. Sinfonie die Altpartie.
Zudem betreute sie gemeinsam mit Günter Binge eine Konzertreihe im Kloster Cismar. In der Steiermark war sie in der Leitung des Musikfestivals Judenburger Sommer tätig. Sie führte Regie in Virgilius der Magier von Rom von Alfred Koerppen, in Monteverdis Rappresentatione di Anima, et di Corpo und in Mozarts Così fan tutte.
Im Bereich Neuer Musik erfolgte eine Zusammenarbeit mit Ernst Krenek, Karlheinz Stockhausen, Ernst Gernot Klussmann, Mathias Husmann, Giuseppe Sinopoli, Hans Zender und Aribert Reimann, mit dem sie die 15 Lieder aus dem Buch der Hängenden Gärten von Arnold Schönberg aufnahm.
Eggers hatte einen Lehrauftrag für Gesang an der Musikhochschule Lübeck inne und leitete die Abteilung Schulmusik. Von 1986 bis 2008 lehrte sie als Professorin Gesang an der Universität der Künste Berlin. Sie war dort außerdem im Akademischen Senat, im Konsistorium, im Fachbereichsrat sowie als Studiengangsleiterin tätig. Masterclasses leitete sie in London, Wien, Oslo, Helsinki, Moskau, Peking, Shanghai, Washington, San Francisco,  Barcelona, Salzburg und Prag. Gemeinsam mit M. Buettner leitete sie die Gesangswissenschaftliche Tagung Bergewita in Berlin.
Eggers gründete den Verein Junge Oper Lübeck e. V. zur Förderung junger Künstler, den sie viele Jahre als Vorsitzende leitete und wirkte als Jurymitglied für die Alfred Toepfer Stiftung.

## Diskographie
- Der weiße Nebel wunderbar – Volkslieder und Gemälde (Junge Oper Lübeck, 2013)
- Musikalische Impressionen im weihnachtlichen Norden (DVD) (Junge Oper Lübeck, 2007)
- Stille Nacht – die schönsten Melodien zur Weihnachtszeit (Günter Binge, 2019)
- Frohe Weihnachten
- Nun singet und seid froh. Anke Eggers, Günter Binge (Gesang), Solisten-Ensemble der Jungen Oper Lübeck; Ernst Erich Stender, Orgel; Hannes Läubin, Trompete; Cello-Kollegium Lübeck (Hrsg.: Junge Oper Lübeck)
- Lübecker Liederschatz – Lieder aus drei Jahrhunderten (Junge Oper Lübeck, 2004)
- Weihnachten mit der Jungen Oper Lübeck (Junge Oper Lübeck, 1991)
- Schostakowitsch Gesänge nach hebräischen Volksdichtungen für Sopran, Alt, Tenor und Klavier (Bella Musica, 2015)
- Heinrich von Herzogenberg Die Geburt Christi (Hänssler Classic, 2000)
- Besinnliche Musik zur Weihnachtszeit (Zwei Gesänge für Alt, Viola und Klavier)
- Christmas Oratorios & Concertos (Hänssler Classic, 2022)